# Пашков, Виталий Кузьмич
Вита́лий Кузьми́ч Пашко́в (1824—1885) — харьковский писатель и краевед. Правнук харьковского наместника И. Д. Пашкова.

## Биография
Виталий Пашков родился 18 февраля 1824 года в Обоянском уезде Курской губернии, где после ранения поселился временно его отец — отставной майор Кузьма Васильевич Пашков. Через два или три года после рождения мальчика семейство Пашковых переселилось в родовое своё имение, в Изюмский уезд Харьковской губернии, где он вырос и получил домашнее воспитание. Каково было детство Пашкова, об этом он рассказывает сам в своих «Воспоминаниях». Из впечатлений детства он вынес любовь к природе и страсть к охоте; от тех же впечатлений, быть может, сохранилась в нём душевная чистота, расположение к людям и доброта — качества, которыми отличался и всегда привлекал к себе людей. Смолоду полюбил он также музыку, обзавелся скрипкой и, по мнению товарищей, был недурным исполнителем и страстным поклонником Вьетана.
Выросши в зажиточной семье, не чуждой образования и умственных интересов, но не получив правильной школьной подготовки в детстве, Пашков восполнил этот пробел, как только представился случай: он стал готовиться к поступлению в Харьковский университет, куда и поступил успешно сдав экзамены.
Службу свою В. К. Пашков начал в городе Харькове в местной Палате гражданского суда, куда поступил 23 декабря 1847 года; здесь он пробыл полтора года; затем около двух лет прожил в Санкт-Петербурге, состоя канцелярским чиновником Палаты уголовного суда (с 11 апреля 1852 года), а в 1854 угоду волился от службы и снова переехал в город Харьков, где около двух лет прослужил в Конторе Государственного коммерческого банка.
В 1856 году Виталий Кузьмич Пашков окончательно оставил службу, поселился в своей деревне, женился и стал заниматься хозяйством. Впоследствии, когда дети подросли и потребовалось дать им образование, а доходы с имения не увеличивались, он продал свою «батькивщину», купил на вырученные деньги в Харькове дом и жил здесь с семьей; ограниченный кружок знакомых, заботы о воспитании детей, занятия музыкой и литературой наполняли с тех пор его жизнь. Ближайшими друзьями Пашкова в это время были: бывший предводитель дворянства Зеньковского уезда (Полтавской губернии), товарищ по Нежинскому лицею Н. В. Гоголя, — Т. Г. Пащенко и известный харьковский поэт Я. И. Щоголев; их соединяла общая страсть — любовь к музыке: Т. Г. Пащенко, подобно Пашкову, играл на скрипке, а у Щоголева все дети получили прекрасное музыкальное образование и артистически играли на скрипке (сын) и арфе (дочь). Пашков имел небольшой репертуар давно разученных пьес, которые постоянно и играл.
Он был чужд какой бы то ни было общественной деятельности: его не занимали ни сословные собрания, ни служба, ни борьба партий; это была жизнь однообразная, без всяких выдающихся событий, ровная, спокойная и независимая. На горькие события общественной жизни он смотрел, как на временное зло, представляя себе будущее в розовом свете, и был оптимистом в полном смысле этого слова: перенося лично и зачастую суровые невзгоды судьбы, он редко жаловался на них. Современники отмечают, что Пашков обладал отличной памятью и был интереснейшим собеседником.
Пашков был образцовым семьянином и особенные надежды возлагал он на старшего сына Евгения, который был уже на втором курсе в университете (21 года), и вдруг Евгений застрелился. Кончина этого юноши была скорбным, роковым часом для отца и повлияла самым удручающим образом на его душевное состояние: в церкви на похоронах он был очень странен; в таком же угнетенном настроении находился он и в следующие дни: начал просить, чтобы связали ему руки, говоря, что неодолимая сила влечет его к самоубийству. Отчаяние его было так велико, что 9 октября 1885 года, через две недели по смерти сына, Виталий Кузьмич Пашков тайно ушёл из дому, купил револьвер, выехал за город и тоже застрелился.
В. К. Пашков усердно занимался литературой: ему принадлежит целый ряд небольших рассказов, почти исключительно из старинного местного харьковского быта. Хотя он и не был по происхождению малороссом, но, живя с трехлетнего возраста на лоне украинской природы, в живописном Изюмском уезде, где протекал Донец и находились знаменитые Святые горы, среди малороссиян — крестьян и помещиков, он прекрасно изучил местный стародавний быт и его особенности, а обширная память помогла ему по истечении многих лет восстановить былое. Статьи В. К. Пашкова печатались большей частью в местных газетах.
Среди всех сочинений Пашкова первое место, несомненно, принадлежит воспоминаниям его о прошлом Харьковского края, о Харьковском университете, о городах Харькове, Чугуеве, Славянске и Святых горах в сороковых годах XIX века; в них заключается весьма ценный материал для местной истории. Одна рукопись — «Воспоминания о Харьковском уезде» — затерялась в редакции журнала «Киевская старина» при редакторе Лашкевиче.